# Прегратен-ам-Гросфенедігер
Прегратен-ам-Гросфенедігер (нім. Prägraten am Großvenediger) — містечко й громада округу Лієнц в землі Тіроль, Австрія.
Прегратен-ам-Гросфенедігер лежить на висоті 1312 над рівнем моря і займає площу 180,36 км². Громада налічує 1225 мешканців. 
Густота населення 7/км². 
Округ Лієнц, до якого належить Прегратен-ам-Гросфенедігер, називається також Східним Тіролем. Від основної частини землі, 
Західного Тіролю, його відділяє смуга Південного Тіролю, що належить Італії. 
|                                                     |
| Прегратен-ам-Гросфенедігер на мапі округу та землі. |

 Адреса управління громади: Sankt Andrä 35, 9974 Prägraten am Großvenediger. 

## Виноски
1. ↑  Dauersiedlungsraum der Gemeinden Politischen Bezirke und Bundesländer - Gebietsstand 1.1.2018 — Статистичне управління Австрії.
2. ↑  https://www.statistik.at/blickgem/blick1/g70723.pdf
3. ↑  www.praegraten.info. Архів оригіналу за 24 липня 2013. Процитовано 7 липня 2013.